# San José (Almería)
San José è una località nel comune di Níjar, nella provincia di Almería, nel Parco naturale di Cabo de Gata-Níjar. La sua popolazione nel 2019 era di 849 abitanti (INE)

## Storia
Tra il 1733 e il 1735 fu costruita una nuova fortezza chiamata San José (da cui in seguito il nome della località). Costò circa 150.000 reales ed era dotata di pezzi d'artiglieria divisi in tre batterie. Durante la guerra di indipendenza fu cannoneggiata e rovinata; fu poi usate per funzioni di polizia, per la guardia della costa. Alla fine del 1960 fu costruita, sopra le batterie, una caserma della Guardia Civil che è attualmente in uso. Sparite i vecchi acquertieramenti, rimangono ancora la maggior parte delle batterie che ospitavano l'artiglieria.

## Popolazione
La sua popolazione è molto varia, in quanto è una città dove predomina il turismo e quindi il lavoro nell'ospitalità e nei settori correlati è molto richiesto per la maggior parte dell'anno. La popolazione è principalmente formata da spagnoli (45% della popolazione), al secondo posto, il 28%, da italiani, l'14% da britannici, 4% da tedeschi, russi il 2% e il 7% di un'altra nazionalità. Il numero della popolazione, tuttavia, può variare a seconda del periodo dell'anno. Per esempio, nel settembre la popolazione italiana tende ad avere un notevole aumento.

## Risorse naturali e turismo

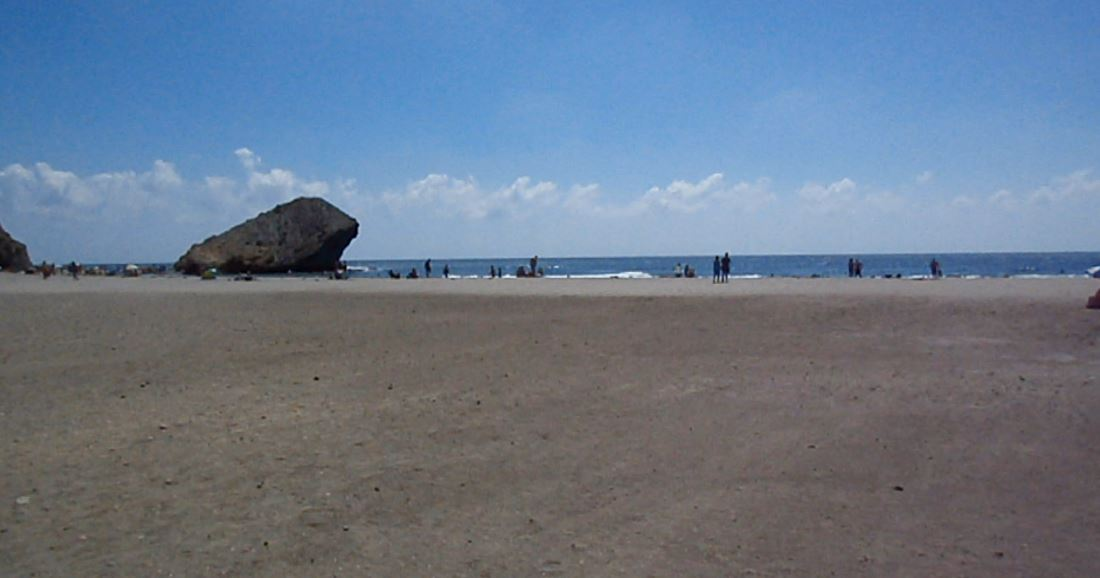
La spiaggia di Monsul

La località di San Jose si trova in una baia protetta su entrambi i lati da alti speroni rocciosi, con grandi e belle spiagge circondate da montagne. È l'ingresso di una delle aree naturali del parco: la Bahía de los Genoveses, La Playa de Mónsul (famosa per i film di fama internazionale che vi sono stati girati: Indiana Jones e l'ultima crociata, Bwana, Parla con lei), ecc.
Si tratta di un piccolo villaggio di pescatori, convertito al turismo, per il quale è stato costruito un porto turistico.
Nel 2009 ci sono stati più di 25.000 i turisti sulle spiagge citate.

## Accessi alle Calas
Per accedere alle insenature della playa de los Genoveses, alla ensenada de Mónsul, Medialuna, si accede con un veicolo proprio da una strada sterrata che conduce da questa località fino alle calette, dove d'estate c'è un parcheggio a pagamento.

## Cinema
Le spiagge e le calette di cui sopra sono ben noti per le riprese di quasi un centinaio di film, video musicali, come ad es. Regina di Picche, Indiana Jones e l'ultima crociata, Parla con lei, The Limits of Control, Los hombres de Paco, Mirino, Ave Maria di David Bisbal, ecc. Attualmente il programma Four Camp, è stato girato sulla spiaggia dei genovesi.
È degno di nota in questa città Carnevale di San Jose e il 19 marzo, in onore di san Giuseppe Lavoratore.